# 帆鳍隆胎鳚
帆鰭隆胎鳚（學名：Emblemaria pandionis），為輻鰭魚綱鳚形目煙管鳚科隆胎鳚屬的一種，分布於西大西洋巴哈馬、波多黎各、墨西哥灣北部至南美洲北部海域，深度1至12公尺，本魚體延長，頭短鈍，無刺，吻部有2條光滑的縱脊，兩眼之間無骨質脊，口腔頂部兩側各有一排牙齒，眼上有1分支觸鬚，鼻孔有短鬚，無側線、無鱗片，背鰭硬棘21枚、背鰭軟條16枚、臀鰭硬棘2枚、臀鰭軟條23-24枚，雄魚的背鰭較高，前部呈帆狀，第4-6根棘最長，臀鰭硬棘2枚、臀鰭軟條22-23枚，雄魚體色棕褐色，眼觸鬚有條紋，腹部有9-10個深褐色斑點，背鰭前部有斜棕色條紋，繁殖期雄魚全身黑色，除背鰭軟條和尾鰭外，通常在第一背棘基部有一個小的藍色斑點，雌魚體淺棕褐色，側腹約13個棕色斑點，上背部有淺色鞍狀斑紋，背部棕褐色，有斜褐色條紋，無眼斑，體長可達6公分，棲息在岩礁及珊瑚礁水域，通常躲在空的蠕蟲管中，以浮游動物為食，雌魚產附著性卵，由雄魚守護魚卵，生活習性不明，可做為觀賞魚。